# Hypsiboas calcaratus
Hypsiboas calcaratus är en groddjursart som först beskrevs av Franz Hermann Troschel 1848.  Hypsiboas calcaratus ingår i släktet Hypsiboas och familjen lövgrodor. IUCN kategoriserar arten globalt som livskraftig. Inga underarter finns listade i Catalogue of Life.